# Aspergillus minimus
Aspergillus minimus är en svampart som beskrevs av Wehmer 1897. Aspergillus minimus ingår i släktet Aspergillus och familjen Trichocomaceae.   Inga underarter finns listade i Catalogue of Life.